# Kwantumfluctuatie
Kwantumfluctuatie is een fluctuatie van energie in de lege ruimte (vacuüm), volgens de onzekerheidsrelatie van Heisenberg. Vacuüm bezit zelf een bepaalde energie. Deze energie is niet constant, maar schommelt door de tijd om een bepaalde waarde. Uit de energie kunnen uit het niets virtule deeltjes verschijnen en verdwijnen, waarbij ieder deeltje is gepaard aan een antideeltje. Volgens de theorie van de oerknal-nucleosynthese ontstonden er door kwantumfluctuatie fotonen, en vandaaruit vervolgens de materie.